# Коренно население на Североизтока на Северна Америка
Коренното население на Североизтока на Северна Америка или Североизточни индианци, Североизточни горски индианци, Индианците на Североизтока е културна и етнографска класификация на индианските племена, които преди 1600 г. населяват североизточната част на Северна Америка.

## Територия на региона
Регионът известен като Североизточна горска област се простира на над 1,6 милиона квадратни мили от Атлантическия океан до Мисисипи. На север граничи с Тайгата, а на юг преминава почти незабележимо в културната област на Югоизтока. Или с други думи обхваща днешните канадски провинции Нова Скотия, Ню Брънзуик, Остров Принц Едуард и части от югоизточен Квебек и Южно Онтарио, както и американските щати на Нова Англия, Ню Йорк, Пенсилвания, Ню Джърси, Мериленд, Мичиган, Индиана, Охайо, Илинойс, Уисконсин, Западна Вирджиния, Североизточна Минесота, Източна Вирджиния и Североизточна Северна Каролина. На тази огромна територия преди идването на европейците вероятно живеят над 2 милиона души. Умереният климат на региона преминава в по-мек по крайбрежието, заради влиянието на Гълфстрийм. Зимата в северните части е особено тежка, а летата сравнително кратки.
Заради обширния регион, който заема, Североизтока е разделен културно и географски на три основни подобласти:
- Атлантическото крайбрежие
- Областта на Сейнт Лорънс
- Областта на Големите езера

Крайбрежната културна подобласт включва Канадските морски провинции и Атлантическото крайбрежие на САЩ, на юг до Южна Каролина. Тъй като тази зона заема доста голямо разстояние, природните особености на север и на юг се различават. Това наложило някои разлики върху живота и културата на живеещите тук индианци. Културната област Сейнт Лорънс обхваща части от Южно Онтарио, басейна на Сейнт Лорънс и басейна на Саскуехана. Областта на Големите езера понякога се разглежда като отделен културен регион, заради голямата концентрация на хора, които споделят сходни бит и обичаи.

## Предколониална история и култура
Североизтока е заселен преди повече от 12 000 години. Първите жители вероятно идват от югозапад и първоначално са ловци на диви животни. Първото влияние от Мезоамерика навлиза в региона около 2000 г. пр.н.е. След 1000 г. пр.н.е. до около 1500 г. източните хора преминават през няколко културни етапа в развитието си. Древните източни култури като Адена (800 г. пр.н.е. до 200 г.), Хоупуел (300 г. пр.н.е. до 700 г.) и Мисисипи (700 до 1500 г.), постепенно оформят облика на народите, които познаваме днес.
За културата Адена е характерно отглеждането на земеделски култури, производството на керамика и погребенията в могили. Също и използването на медни инструменти и развиването на художествените традиции. Културата Хоупуел обхваща региона на Големите езера, стигайки почти до Мексиканския залив и от Апалачите до Големите равнини. Тя се характеризира също със сложните погребални ритуали, включително строежа на могили, производството на керамика и развитието на нови художествени изкуства. По нейно време се обособяват по-големи населени места и се развиват търговските пътища. Развива се също така металообработването и тъкачеството. Най-добре известна и развита от тях е културата Мисисипи. При нея се появява интензивното добре развито земеделие, производството на фина керамика, развиват се изкуствата и търговията. Хората вече живеят в по-големи и добре построени и защитени села, и строят големи пирамидални могили. Когато идват белите културата Мисисипи вече е в упадък, но тя успява да остави трайно влияние при оформянето на културата на Североизтока.
На белите хора прави впечатление чистотата и редът в индианските селища, както и добротата и любезността, с която се отнасят хората един към друг. Жените изработват керамични съдове, плетат въжета и кошници от треви, корени и растителни влакна, събират диворастящи храни, обработват нивите и се грижат за домакинството. Мъжете ловуват, ловят риба, разчистват места за ниви и воюват. Някои групи от Големите езера използват мед за направата на различни инструменти, оръжия и накити. Алгонкинските народи изработват леки и бързи канута от брезова кора за разлика от по-бавните и тежки канута от брястова кора на ирокезите. В зависимост от местоположението източниците на храна са различни. Дрехите обаче на всички са изработени от еленова кожа. Като цяло облеклото се състои от набедреник, риза, мокасини и легинси за мъжете и рокли, поли, къси легинси и мокасини за жените. Дрехите шият жените като богато ги украсяват с орнаменти от бои, таралежови бодли и други. Боядисването на телата и лицата, както и татуировките са често срещани сред повечето групи.
Политическата организация варира в целия регион. Сред повечето племена вожд или група от вождове ръководят една или повече групи. Някои вождове са по-високопоставени от други, но действителната власт е в ръцете на Племенния съвет. В него всички въпроси се решават с консенсус. На запад алгонкинските племена създават паралелни граждански и военни организации като при някои жените заемат официални политически постове. Обществото им е организирано в кланове като при алгонкините членството в клана се определя по бащина линия, а при ирокезите по майчина.
Основна социална единица е селото, в което живеят няколко свързани семейства. Селата на алгонкините обикновено се състоят от леки куполовидни или конусовидни вигвами изградени от фиданки и покрити с кора, тръстика или рогозки. И летните и зимните вигвами са еднакви, но някои племена строят и многофамилни вигвами. Други постройки в селото са менструалните колиби, колибите за изпотяване и временни хилави постройки. При някои племена, особено в региона на Големите езера има и голям съвещателен вигвам в центъра на селото. Алгонкините са доста мобилни и често се местят от място на място щом ресурсите в областта свършели. Животът на ирокезите е малко по-различен. Техните села са по-големи и постоянни. Обикновено едно ирокезко село остава на едно място между 10 и 40 години, в зависимост от годността на почвата и богатството на района. От 12 век те развиват строителството на Дългите домове (Лонгхаус). Домовете се правят от извити фиданки и се покриват с парчета кора. Вътре са разделени на 6 – 8 отделни двустайни секции, всяка със свое огнище. За разлика от своите алгонкински съседи, ирокезите са уседнали земеделци. Селското стопанство доставя над 65% от нужната храна. Ловуват само колкото да се снабдят с кожи.
Североизточните индианци са войнствени хора. Те често воюват по между си за територия или дори само, за да се сдобият с нов сорт царевица. Тази войнственост води до възникването на няколко конфедерации още преди идването на европейците. Най-значимите от тях са Лигата на ирокезите, Конфедерацията Уабанаки и Конфедерацията Поухатан. Тези племенни обединения впоследствие изиграват изключително важна роля в колониалната история на Северна Америка.

## Колониален период
Дълбоки промени в живота на Североизточните индианци настъпват след идването на европейците. Предполага се, че още през 10 век викингите посещават региона, но първият истински контакт е 500 години по-късно. Промените като цяло са неравномерни, но бързи и с катастрофални последици. За кратко време изчезват цели народи в резултат главно на новите болести. Освен това с нарастването на търговията с кожи, Новия свят става център на безскрупулна конкуренция между Франция и Великобритания, които въвличат и индианците в своето съперничество. След като индианците научават новодошлите европейци как да оцеляват в Новия свят, белите бързо забравят добрините и минават от любезност към грабежи, насилие, робски набези и кражбата на индианска земя. В борбата за контрола над Северна Америка алгонкинските народи като цяло взимат страната на французите, а ирокезите на англичаните. До началото на 19 век районите на влияние вече са определени. През това време земите на повечето племена са иззети и хората са затворени в резервати. Вследствие на епидемиите и насилието от страна на европейците много от племената вече не съществуват, а други останали малочислени се консолидират в единни селища. Цели народи са изселени принудително на запад, а други бягат в Канада или Мексико.

## Списък на индианските племена на Североизтока
- Абенаки – Мейн, Ню Хампшир, Вермонт
- Акомак – Мериленд, Вирджиния
- Алгонкуин – Онтарио, Квебек
- Асатеаго – Мериленд
- Брадъртън
- Беър Ривър
- Венро – Ню Йорк, Пенсилвания
- Делавари – Ню Джърси, Делауеър, Ню Йорк
  - Мънси
    - Есопус

  - Унами
  - Уналактико
- Ери – Ню Йорк, Пенсилвания, Охайо, Западна Вирджиния
- Илиной – Илинойс, Уисконсин, Мисури, Айова
  - Кахокия
  - Каскаския
  - Моингуена
  - Мичигамея
  - Пеория
  - Тамароа
- Ирокези – Ню Йорк
  - Мохок
    - Канауага

  - Онайда
  - Онондага
  - Каюга
  - Сенека
    - Минго
- Кикапу – Мичиган, Уисконсин
- Коной – Мериленд, Вирджиния
- Кори – Северна Каролина
- Кроатан
- Лаврентийски ирокези
- Малисити – Ню Брънзуик, Квебек, Мейн
- Масачузет – Масачузетс
- Маскутен – Мичиган, Уисконсин
- Матабесики – Кънектикът
  - Куинипиак
  - Масако
  - Менункатук
  - Пиакуанок
  - Покуанок
  - Подунк
  - Потатук
  - Поугусет
  - Сикаог
  - Тунксис
  - Хамонасет
  - Уангунк
  - Уиантинок
- Мохикани – Ню Йорк, Кънектикът, Масачузетс
  - Стокбридж
- Мачапунга – Северна Каролина
- Маями – Индиана, Охайо, Уисконсин, Илинойс
  - Пианкашо
  - УЕА
- Меномини – Уисконсин
- Метоаки – Лонг Айлънд
  - Канарси
  - Корчауг
  - Манхасет
  - Манхатан
  - Масапекуа
  - Матинекок
  - Мерики
  - Монтаук
  - Несакуаки
  - Пачогу
  - Рокавеи
  - Секатоаг
  - Сетаукет
  - Ункечауг
  - Шинекок
- Мехерин – Северна Каролина, Вирджиния
- Микмаки – Квебек, Нова Скотия, Ню Брънзуик, Остров Принц Едуард
- Мораток
- Мохеган – Кънектикът
- Нантикок – Мериленд, Делауеър
- Нарагансет – Роуд Айлънд
- Нотоуей – Вирджиния
- Неутрал – Онтарио, Ню Йорк, Мичиган
- Ниантик – Кънектикът, Роуд Айлънд
- Ниписинг
- Нипмук – Масачузетс, Роуд Айлънд, Кънектикът
- Ноусет – Масачузетс
- Нюсиок – Северна Каролина
- Оджибве
- Отава – Онтарио, Мичиган, Уисконсин
- Памлик – Северна Каролина
- Пасамакуоди – Ню Брънзуик, Мейн
- Паспатанк
- Патуксент
- Пекуот – Кънектикът
- Пенакук – Ню Хемпшир, Масачузетс, Мейн
- Пенобскот – Мейн
- Покомоке
- Покумтук – Масачузетс
- Потауатоми – Мичиган, Уисконсин
- Потескит
- Поухатан – Мериленд, Вирджиния
  - Апоматук
  - Кискиак
  - Матапони
  - Нансемонд
  - Памунки
  - Паспахег
  - Патауомек
  - Рапаханок
  - Чесепиак
- Роанок
- Саскуеханок – Ню Йорк, Пенсилвания, Мериленд
- Сауки – Мичиган, Уисконсин, Айова
- Секотан
- Тиононтати
- Токуог
- Тускарора – Северна и Южна Каролина
- Уампаноаг – Масачузетс
- Уапингър – Ню Йорк, Кънектикът
- Уеапимиок – Северна Каролина
- Уикокомоко
- Уикомис
- Уинебаго – Уисконсин
- Фокс – Мичиган, Уисконсин, Айова
- Хатерас
- Хонниасонт
- Хурони
- Чикахомини – Вирджиния
- Чоптанк – Делауер, Мериленд
- Чоуанок – Северна Каролина
- Шахтикок
- Шоуни – Охайо, Западна Вирджиния, Пенсилвания, Тенеси, Южна Каролина, Алабама, Илинойс